# Ulica Warszawska w Białymstoku
Ulica Warszawska – ulica na osiedlach Bojary i Piasta II w  Białymstoku, ciągnąca się od ul. Henryka Sienkiewicza do ul. Piastowskiej.

## Pochodzenie nazwy
Nazwa ulicy nawiązuje do nazwy miasta stołecznego Warszawa.

## Historia głównej ulicy Bojar

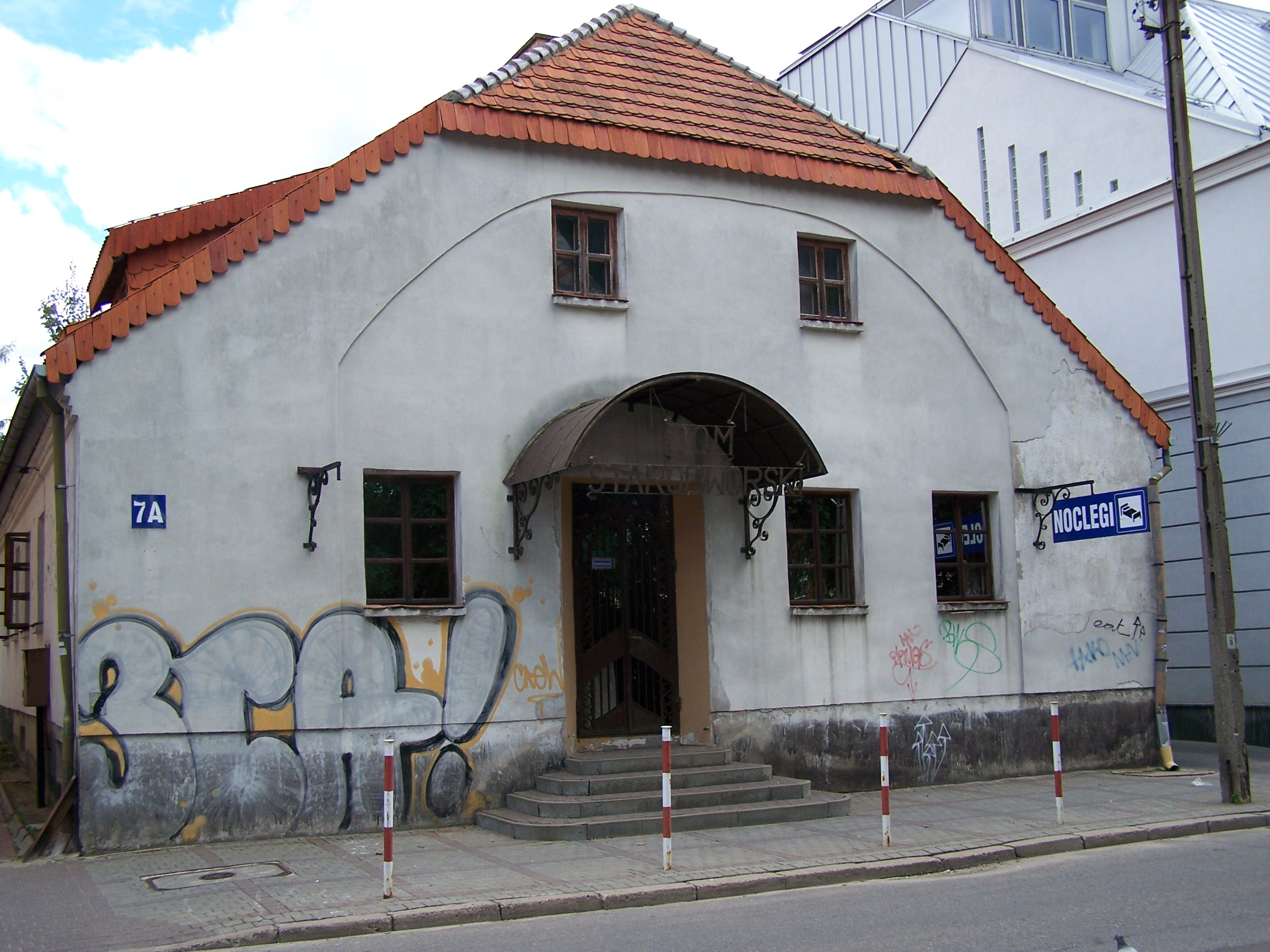
Dom Starodworski z początku XIX wieku przy ul. Warszawskiej

Białystok przeżył swój ponowny rozkwit począwszy od roku 1832, kiedy to wysokie cło na wyroby tekstylne wwożone do carskiej Rosji, wprowadzone po powstaniu listopadowym, skłoniło wielu fabrykantów z Łodzi i Zgierza do uruchomienia produkcji w Białymstoku. W ciągu pół wieku miasto stało się jednym z większych ośrodków przemysłu włókienniczego na terenach ówczesnej Rosji.
Wokół pałacu Branickich i Starego Miasta rozpoczęły rozrastać się chaotycznie przedmieścia - również Bojary. Mieszkańcy nowych dzielnic, ubodzy imigranci ze wsi, przybywali wraz z całym bagażem wiejskich tradycji: rozplanowaniem domów, z tradycyjnymi zachowaniami i sposobem życia. Ludzie ci pochodzili z różnych regionów, czego konsekwencją była duża różnorodność typów wznoszonych budynków.

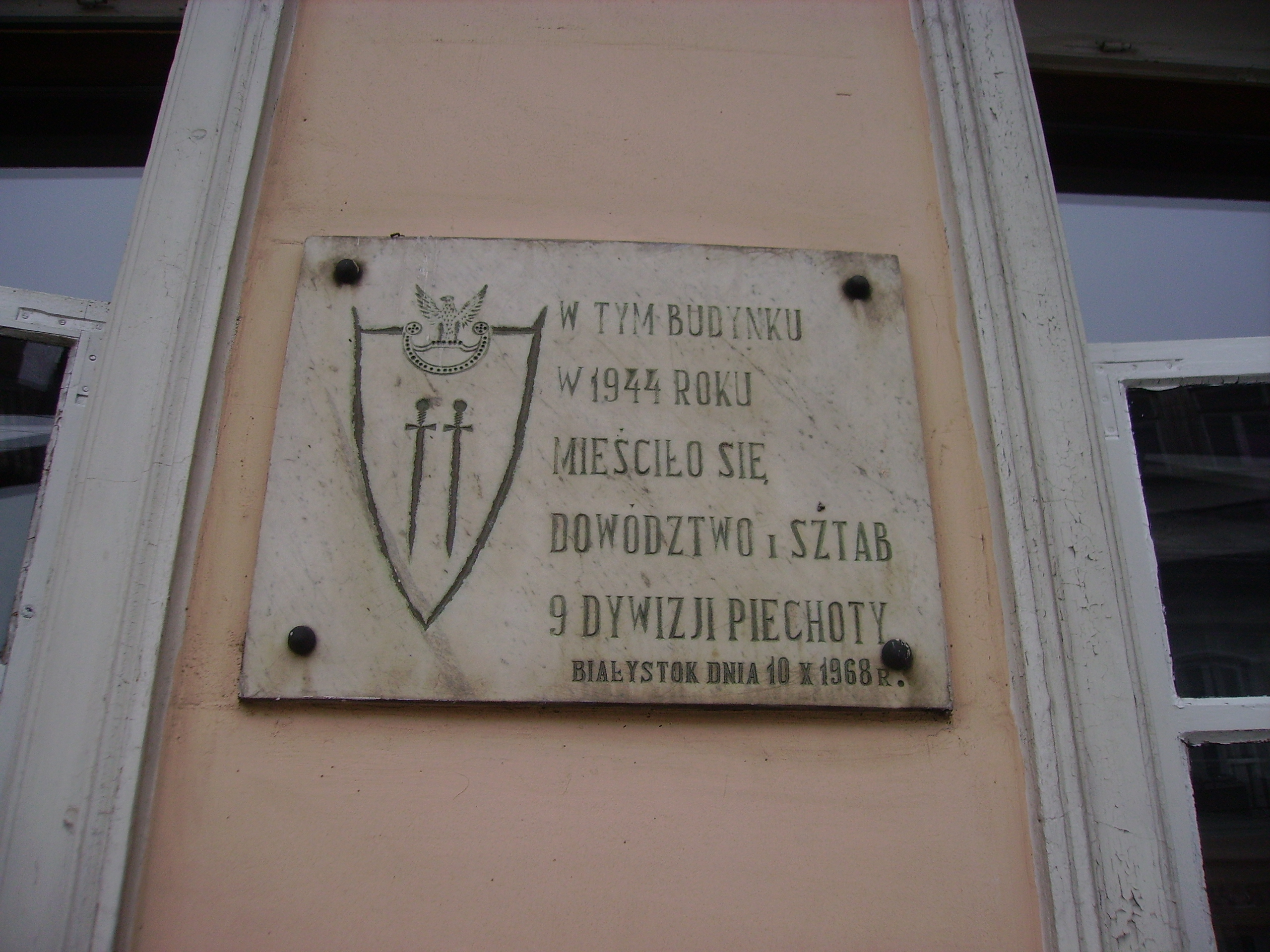
Tablica upamiętniająca dawną siedzibę dowództwa 9 Dywizji Piechoty w 1944

Podczas drugiej wojny światowej jednym z aspektów polityki niemieckiej na terenach okupowanych w Polsce była likwidacja materialnego dziedzictwa kulturalnego. Nie zaliczano do niego dziewiętnastowiecznych drewnianych dzielnic, dlatego Bojary dość szczęśliwie przetrwały okupację niemiecką. To co niemieckim okupantom wydawało się obojętne, powojenne, popierane przez sowiecką Rosję, władze uznały za poważne zagrożenie. Dziewiętnastowieczne dzielnice - wspólnoty indywidualnych jednorodzinnych gospodarstw zupełnie nie przystawały do oficjalnie preferowanego modelu organizacji życia społecznego. Wszystko, co miało jakiekolwiek indywidualne cechy, musiało ulec likwidacji. Lata osiemdziesiąte XX wieku to wśród architektów  moralny i estetyczny kryzys.

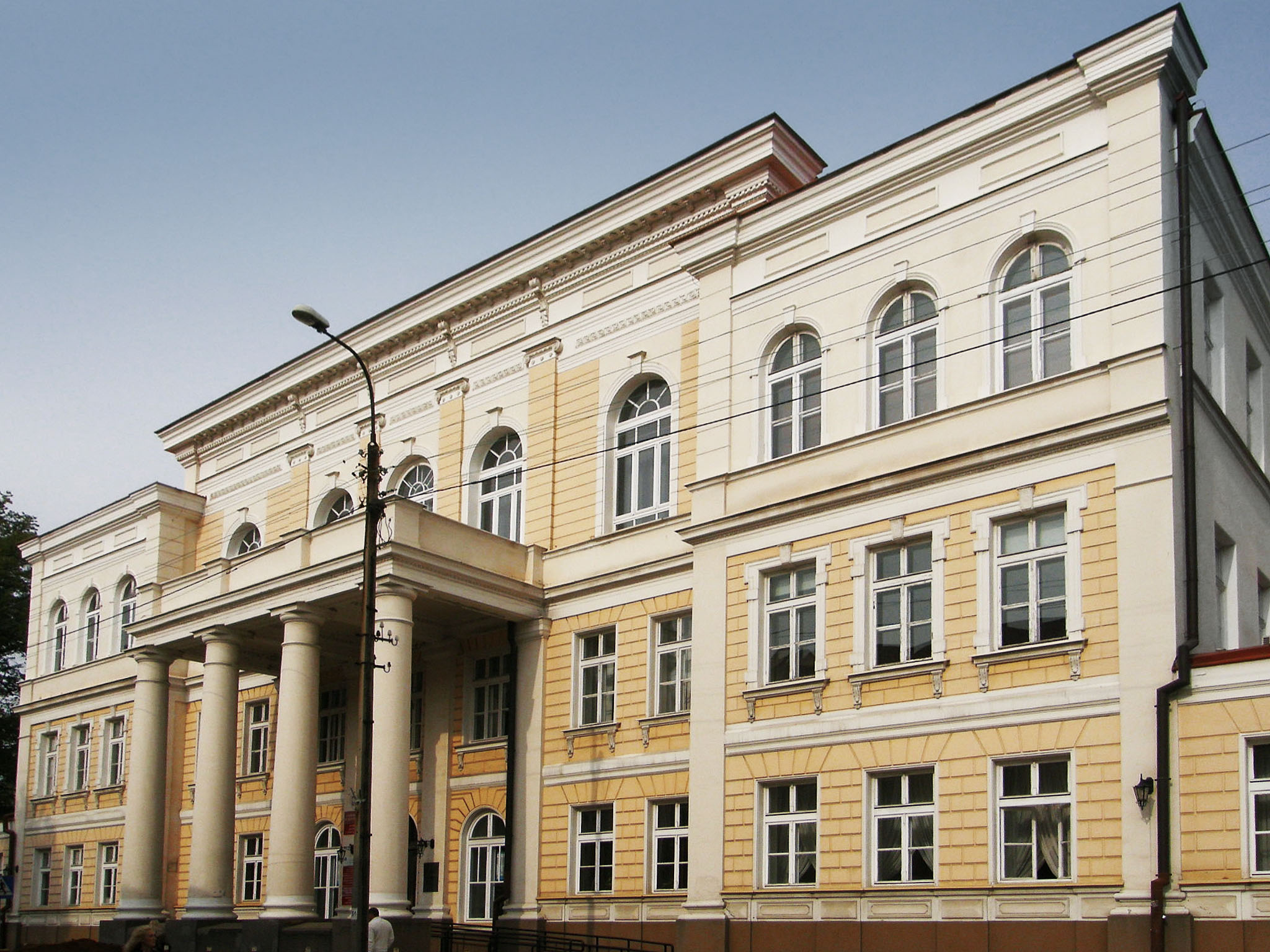
Kamienica pana Trębickiego, obecnie siedziba Wydziału Ekonomii i Zarządzania UwB

Architekci spostrzegli, że Bojary, które właśnie zaczęto wyburzać, mają wiele zapomnianych wartości. Pojawiła się idea zachowania dzielnicy w jej ówczesnym kształcie. Seminarium w Hołnach Mejera, poświęcone architekturze regionalnej poparło ją wydając "Manifest Bojarski".
W roku 1989 powiększono obszar ochrony konserwatorskiej na Bojarach, co spowodowało sprzeciw mieszkańców. Doprowadziło to do zamrożenia działań na Bojarach. Dziś spacerując po dzielnicy można poczuć specyficzną, atmosferę tego miejsca – wsi w mieście.

## Otoczenie

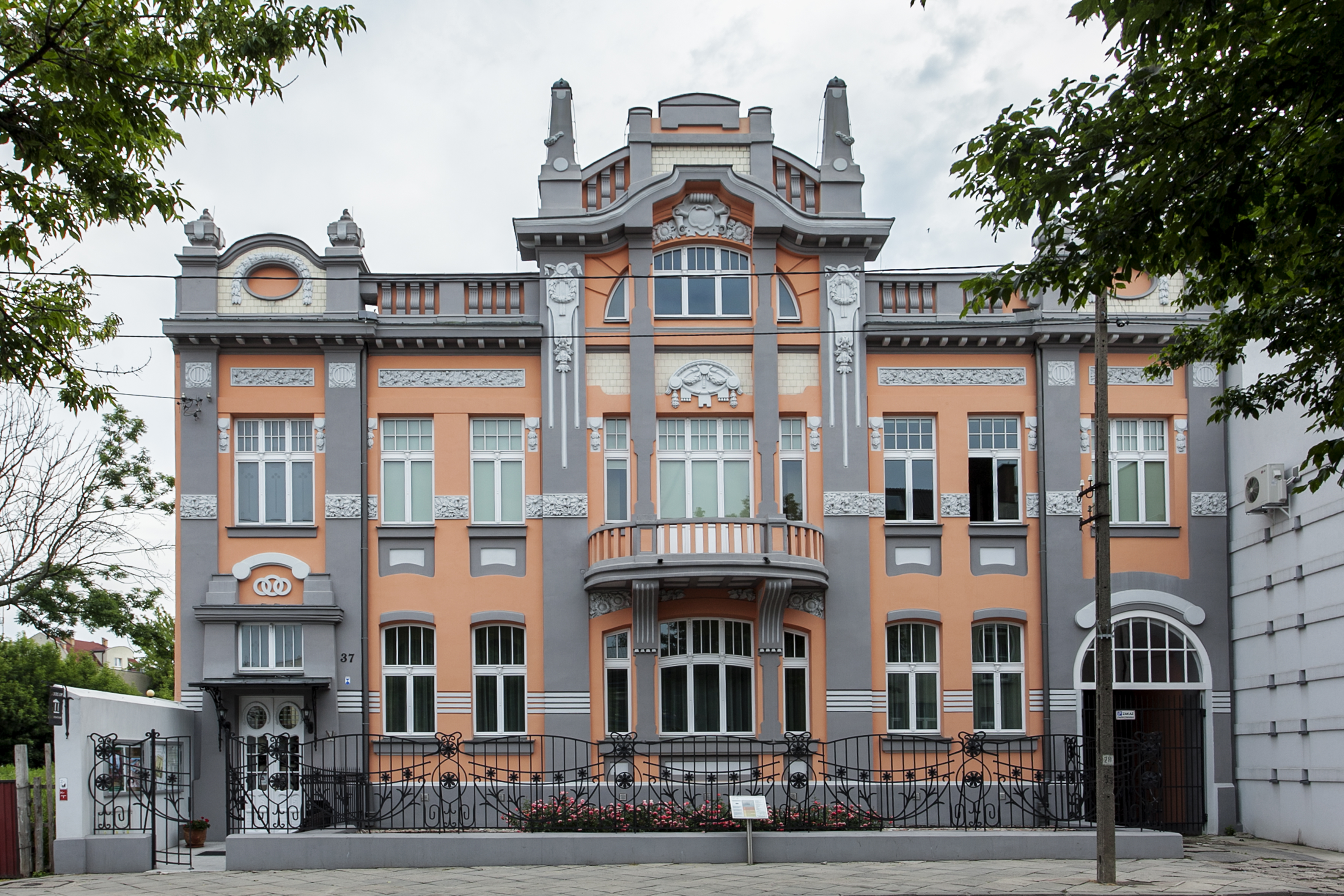
Muzeum Historyczne

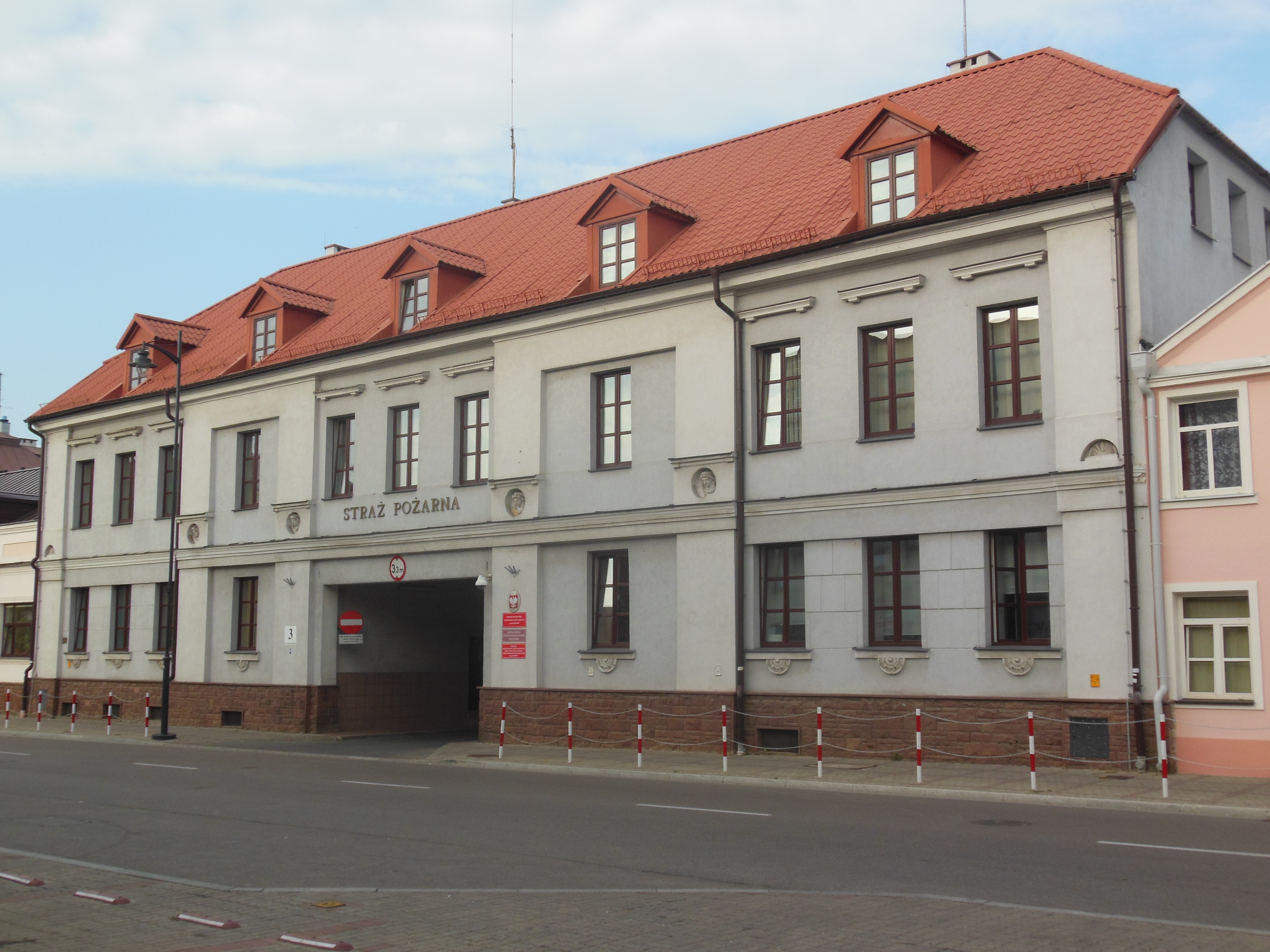
Komenda Wojewódzka Państwowej Straży Pożarnej

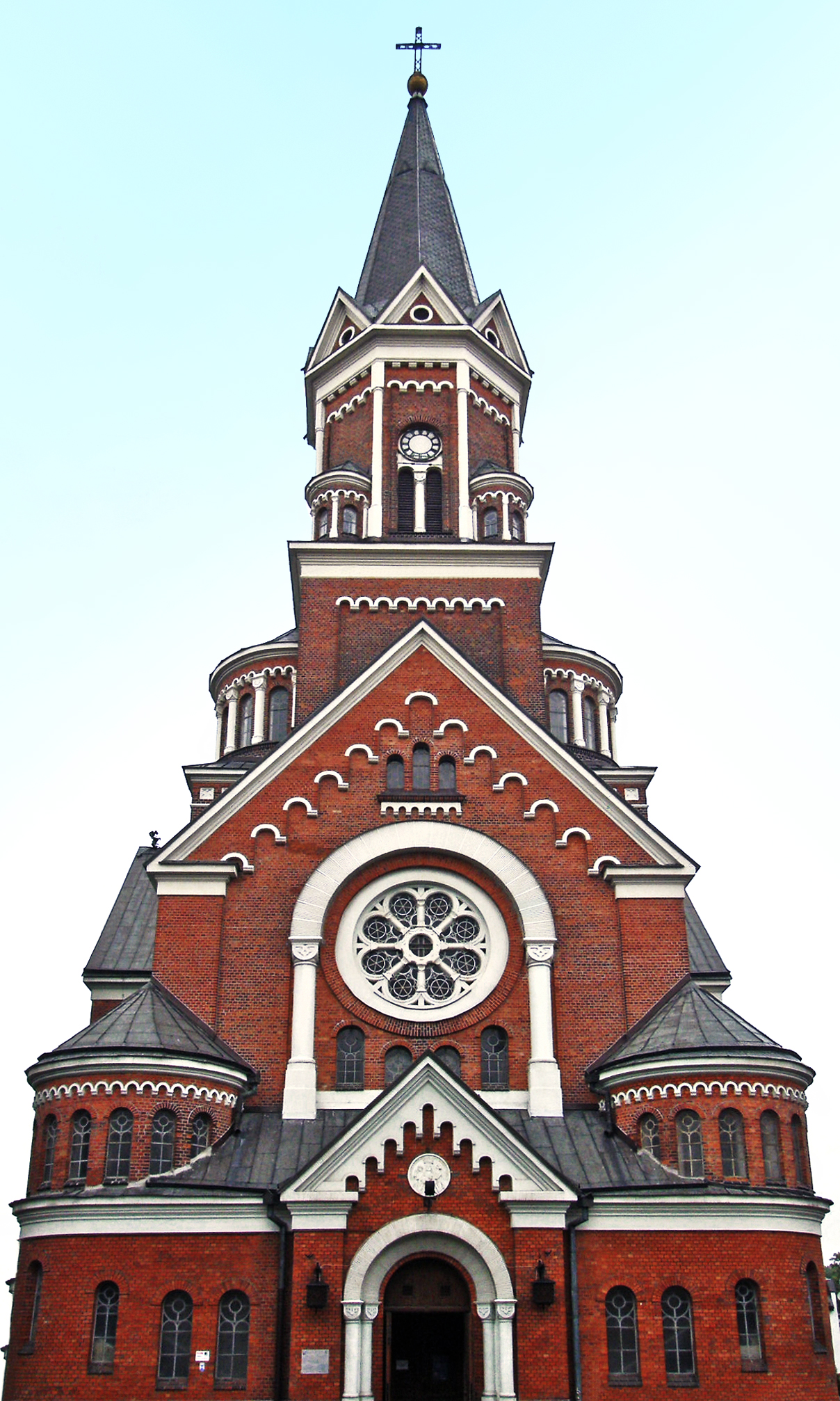
Kościół św. Wojciecha

Przy ulicy Warszawskiej znajduje się wiele zabytkowych budynków i budowli m.in.:
- ul. Warszawska 3 - Komenda Wojewódzka Państwowej Straży Pożarnej
- ul. Warszawska 7 - Pałac Tryllingów
- ul. Warszawska 7a - Dom Starodworski
- ul. Warszawska 8 - VI Liceum Ogólnokształcące im. Króla Zygmunta Augusta
- ul. Warszawska 15 - Szpital Położniczo-Ginekologiczny
- ul. Warszawska 19 - Centrum im. Ludwika Zamenhofa
- ul. Warszawska 27 - Kamienica Szturmanów
- ul. Warszawska 29 - Podlaski zarząd okręgowy PCK
- ul. Warszawska 37 - Pałac Cytronów (obecnie Muzeum Historyczne)
- ul. Warszawska 40 - Kamienica Michała Malinowskiego
- ul. Warszawska 42 - Kamienica Świńskiego
- ul. Warszawska 46 - Archidiecezjalne Wyższe Seminarium Duchowne
- ul. Warszawska 46a - Kościół św. Wojciecha
- ul. Warszawska 50 - Katedra Teologii Katolickiej Uniwersytetu w Białymstoku
- ul. Warszawska 57 - Kamienica Abrama Cytrona
- ul. Warszawska 63 - Kamienica pana Trębickiego, obecnie siedziba Wydziału Ekonomii i Zarządzania Uniwersytetu w Białymstoku
- ul. Warszawska 64 - Zabytkowa kamienica mieszkalna wybudowana przez pierwszego dyrektora Zakładu energetycznego w Białymstoku
- ul. Warszawska 65 - Zabytkowe budynki dawnej Państwowej Wytwórni Wódek[6][7](do 2023 r. mieścił się tutaj II Komisariat Policji w Białymstoku)[8]

### Pałac Tryllingów - ul. Warszawska 7
Helena i Chaim Tryllingowie w roku 1898 rozpoczęli budowę nowej rezydencji. Architektura pałacyku utrzymana była w stylu eklektycznym końca XIX wieku. Przed II wojną światową Tryllingowie sprzedali pałac i wyjechali do Stanów Zjednoczonych, zaś po wojnie, jako mienie opuszczone, przejął go Skarb Państwa. 

### Szpital Żydowski - ul. Warszawska 15
Obecnie Szpital ginekologiczno - położniczy. Szpital ufundowany przez Izaaka Zabłudowskiego w roku 1872. Był jedną z najnowocześniejszych placówek medycznych w przedwojennej Polsce, a nawet na świecie. Był on również kolatorem Synagogi Chorszul.

### Pałacyk Cytronów – ul. Warszawska 37
Obecnie Muzeum Historyczne. Piękny przykład architektury secesyjnej. Siedzibą muzeum jest XIX - wieczny pałacyk białostockiego fabrykanta Szmuela Cytrona. Częścią ekspozycji stałej muzeum jest makieta XVIII-wiecznego, barokowego Białegostoku. Zostało na niej precyzyjnie odtworzone miasto z czasów tuż po śmierci Jana Klemensa Branickiego.

### Kościół ewangelicko-augsburski pw. św. Jana
Obecnie kościół rzymskokatolicki pw. św. Wojciecha BM przy ul. Warszawska 46a powstał w latach 1909 - 1912 w stylu neoromańskim z czerwonej cegły według projektu architekta Jana Wendde z Łodzi. Świątynia została  zbudowana została na planie krzyża greckiego. Prezbiterium jest zamknięte półkolem i ograniczone prostokątnymi zakrystiami. Kościół jest halowy  trójnawowy ozdobiony dużym witrażem wykonany w Wiedniu.
Pałacyk Cytronów, Szpital Żydowski, Pałac Tryllingów są jednymi z punktów otwartego w czerwcu 2008 r. Szlaku Dziedzictwa Żydowskiego w Białymstoku opracowanego przez grupę doktorantów i studentów UwB - wolontariuszy Fundacji Uniwersytetu w Białymstoku.

Wybrane stare kamienice i domy:
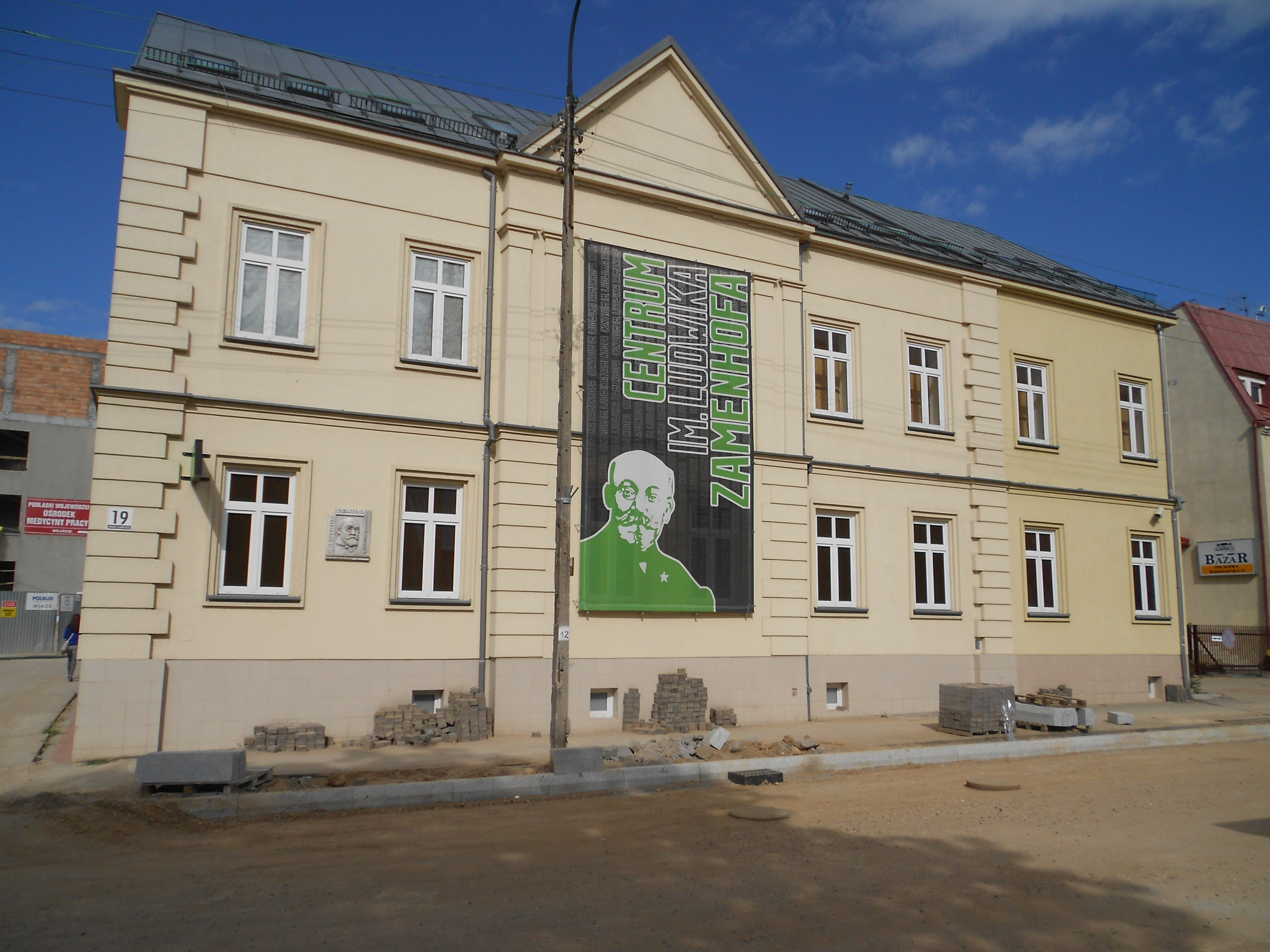
Centrum im. Ludwika Zamenhofa
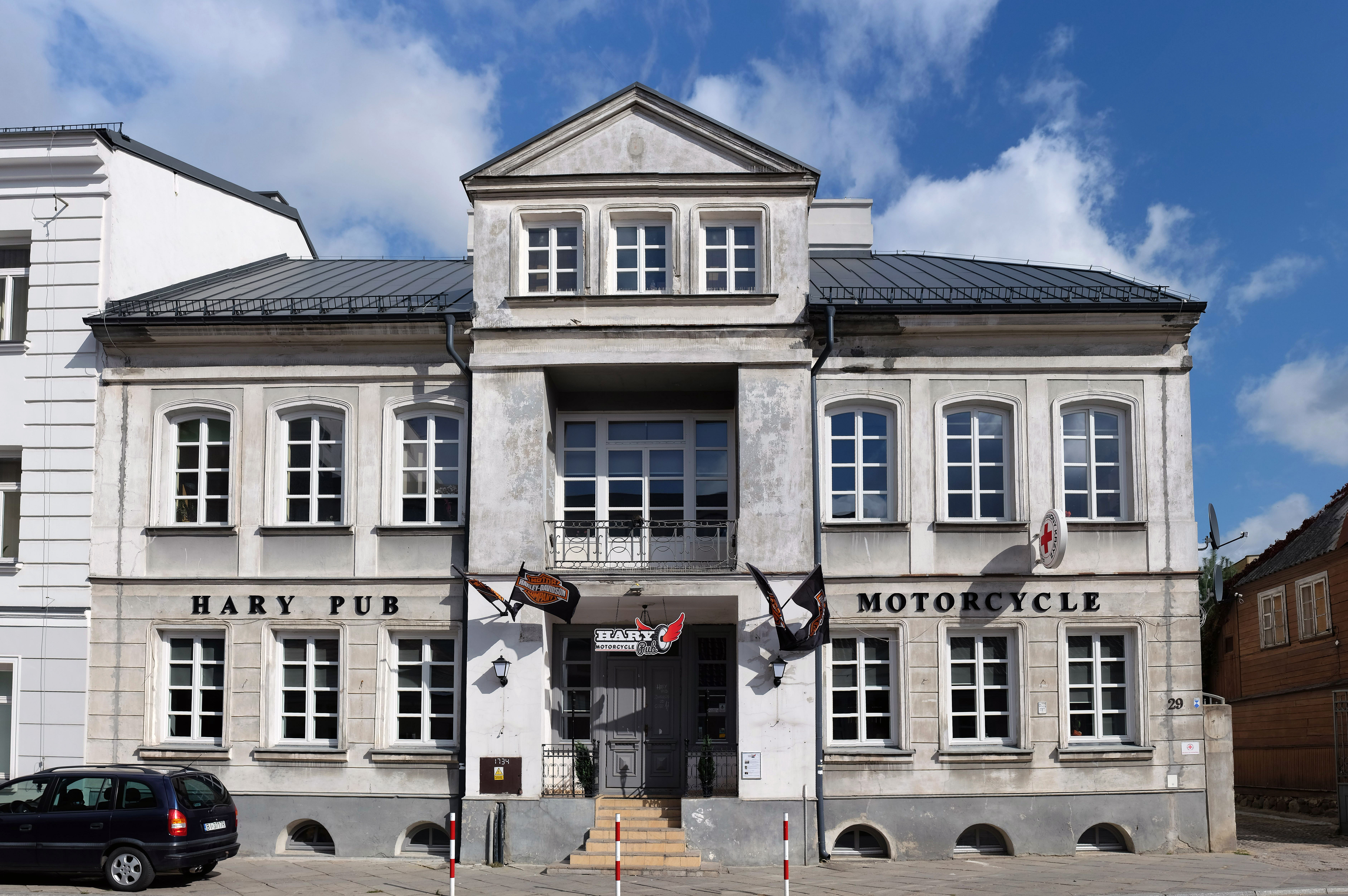
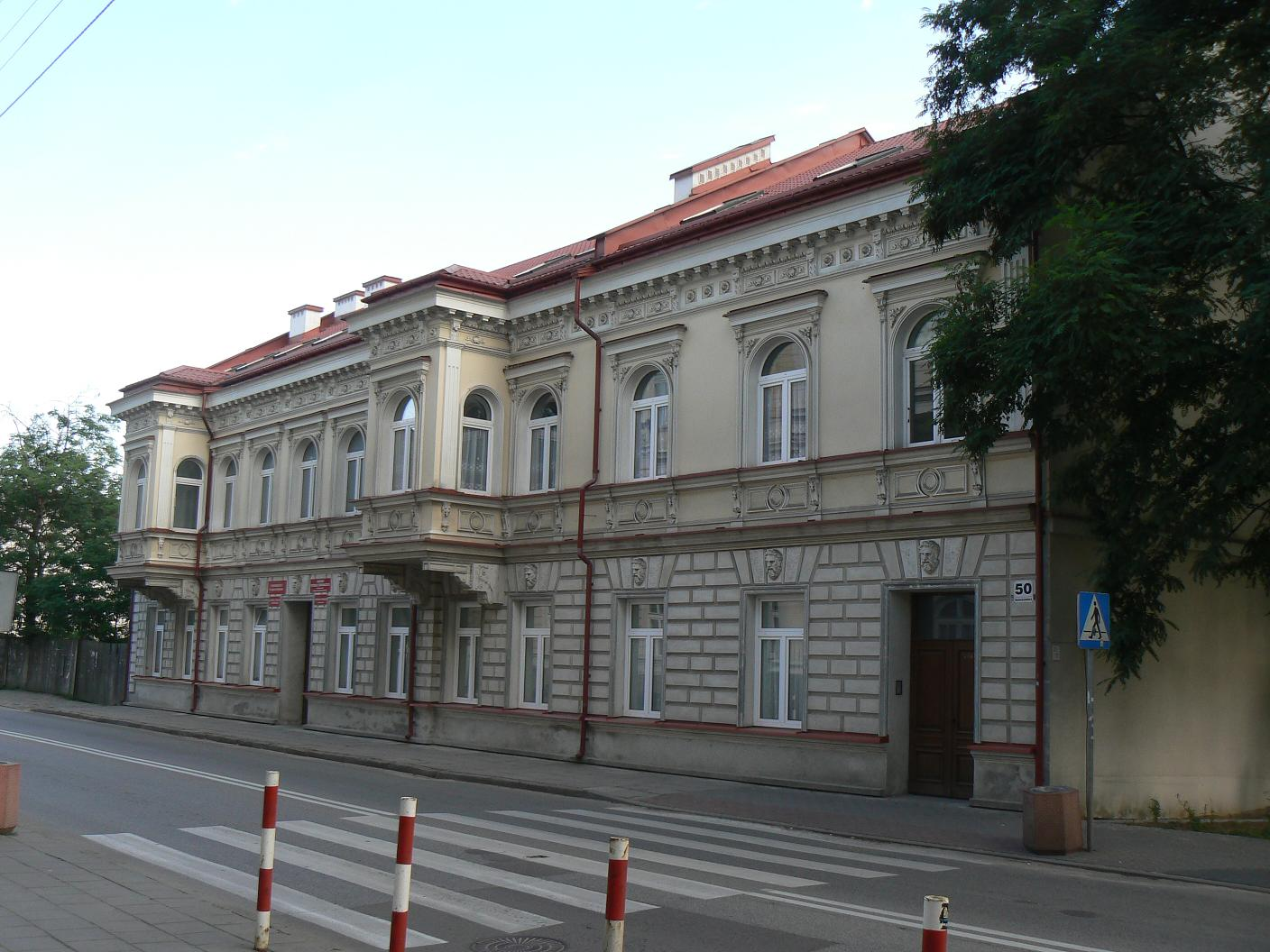
Katedra Teologii Katolickiej UwB
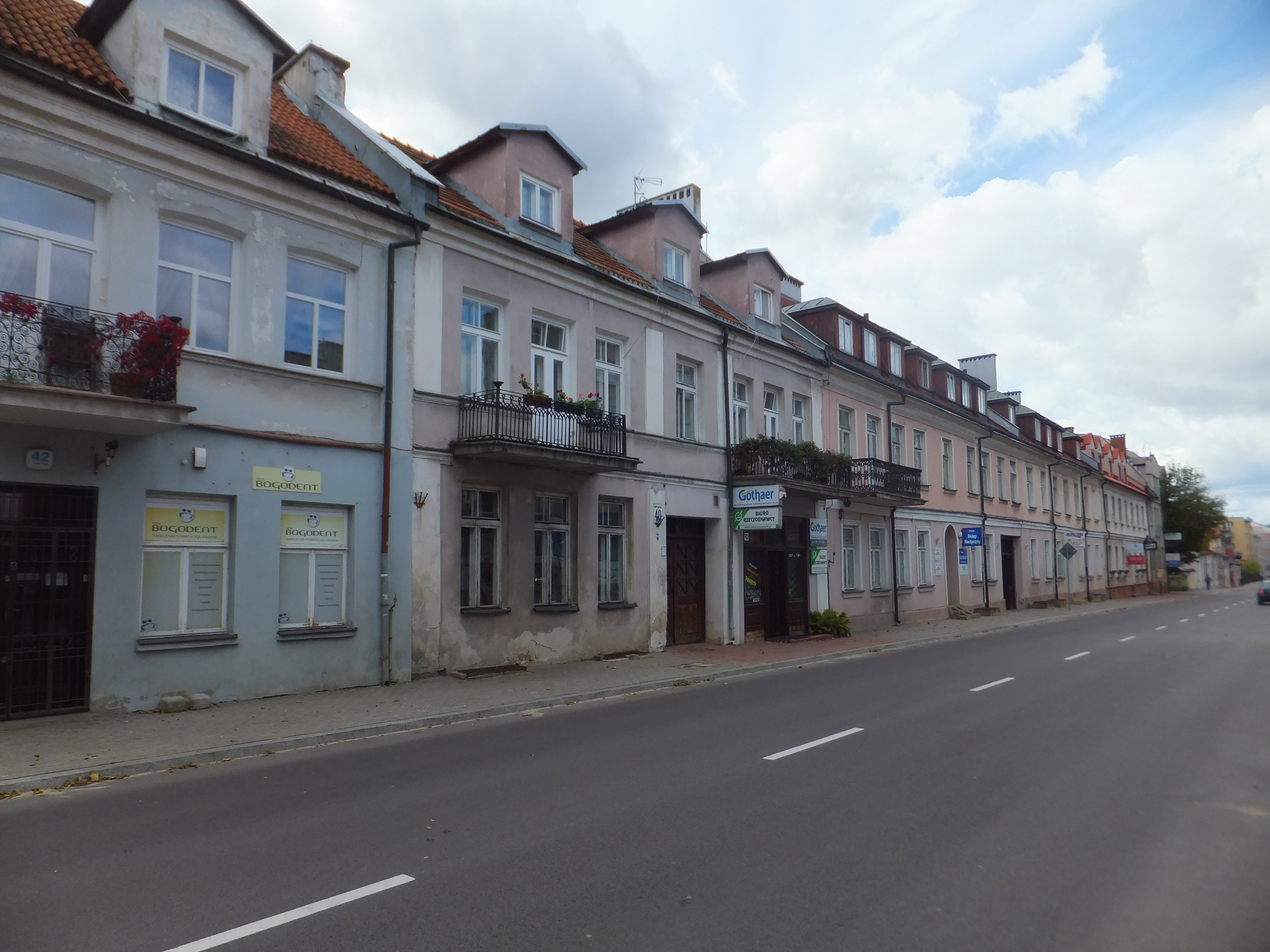
Kamienica Malinowskiego
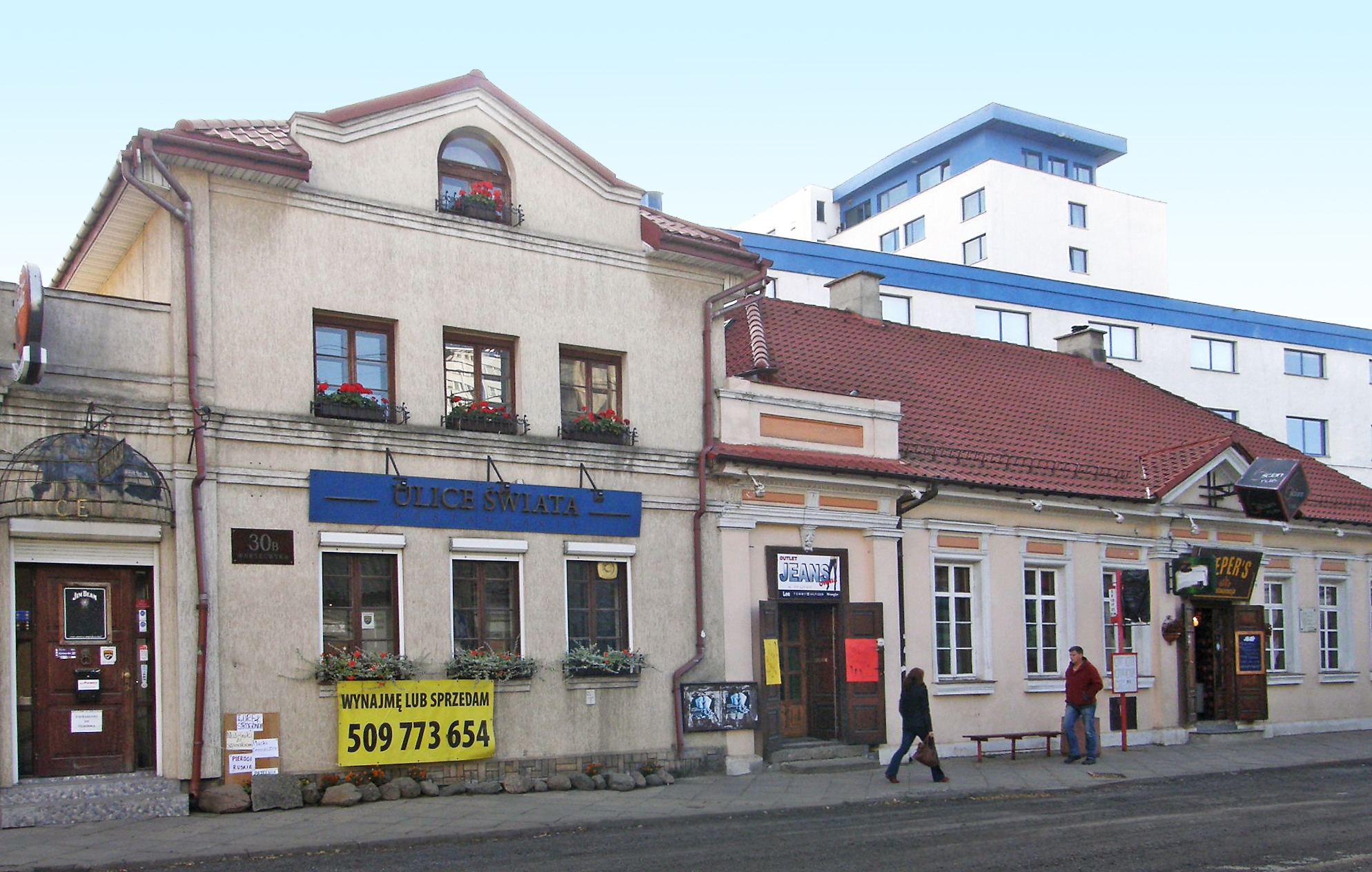
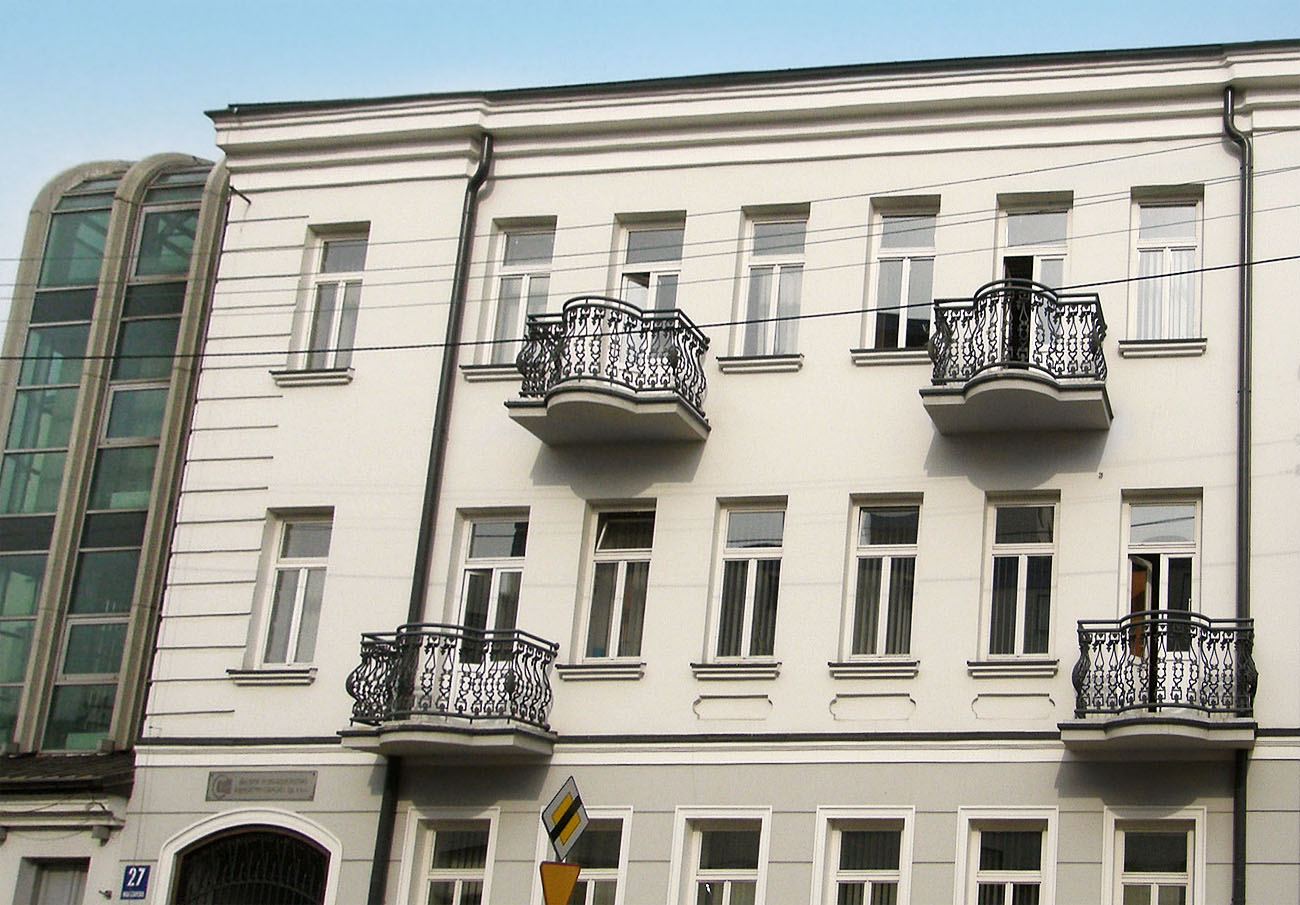
Kamienica Szturmanów